# Kap Lollo
Kap Lollo (norwegisch Kapp Lollo) ist ein kleines Kap an der Ostküste der Bouvetinsel. Es befindet sich in gut 5 bis 6 km Entfernung von Kap Valdivia, dem nördlichsten Punkt der Insel, ist im Gegensatz zu diesem aber weniger charakteristisch ausgeprägt. Südlich davon erstreckt sich die Mowinckel-Küste, und nordwestlich die Victoria-Terrasse-Küste.
Erstmals kartiert wurde der Landpunkt 1898 während der Valdivia-Expedition des Deutschen Carl Chun. Eine weitere Kartierung und die Benennung des Kaps erfolgte im Dezember 1928 bei einer norwegischen Expedition unter Harald Horntvedt (1879–1946).